# Petru Bârsan
Petru Bârsan a fost un deputat în Marea Adunare Națională de la Alba Iulia, organismul legislativ reprezentativ al „tuturor românilor din Transilvania, Banat și Țara Ungurească”, cel care a adoptat hotărârea privind Unirea Transilvaniei cu România, la 1 decembrie 1918.:p. 28

## Activitatea politică

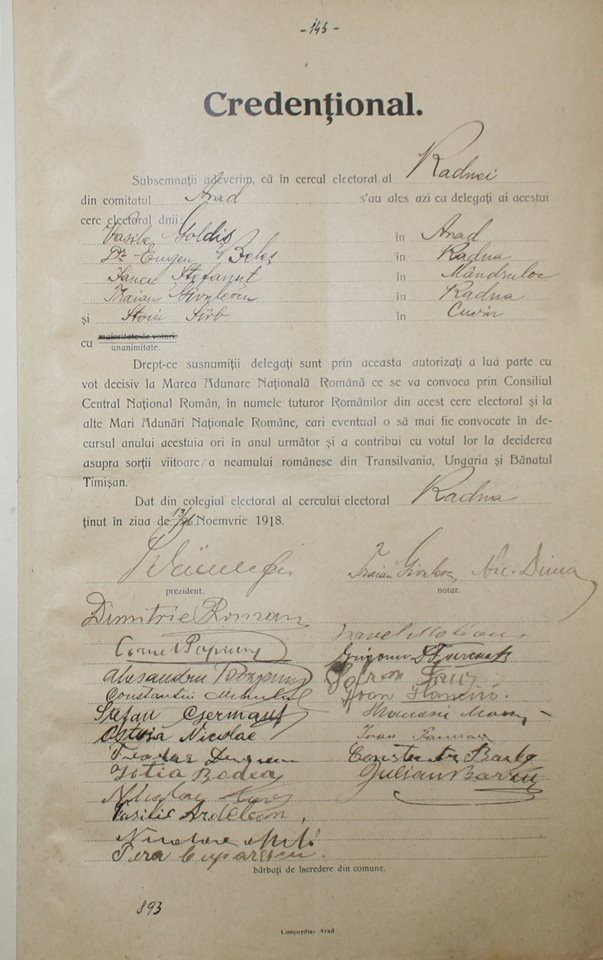
Credențional

Petru Bârsan a votat în favoarea unirii la Marea Adunare Națională de la Alba Iulia din 1 decembrie 1918.:p. 28